# Niginho
Leonízio Fantoni (Belo Horizonte, Brasil, 12 de febrero de 1912-ibídem, 5 de septiembre de 1975), más conocido como Niginho en Brasil o Fantoni III en Italia, fue un jugador y entrenador de fútbol italobrasileño. En su etapa como jugador profesional se desempeñaba como delantero.
Sus hermanos, João (Ninão) y Orlando Fantoni (Titio), su primo Otávio Fantoni (Nininho) y sus sobrinos Benito y Fernando Fantoni, también jugaron para el Cruzeiro. Exceptuando a sus sobrinos, todos jugaron en la época en que el club se llamaba Palestra Itália, y jugaron para la Lazio como en una dinastía: Ninão fue Fantoni I, Nininho, Fantoni II, él fue Fantoni III y Orlando, Fantoni IV. Fernando Fantoni también jugaría en el equipo romano como Fantoni V.
Es el tercer máximo goleador de la historia del Cruzeiro.

## Fallecimiento
Murió el 5 de septiembre de 1975 debido a una enfermedad repentina, a la edad de 63 años, mientras iba de camino a Toca da Raposa (centro de entrenamiento del Cruzeiro) a ver a sus amigos tras haberse alejado debido a una recuperación de una cirugía.

## Selección nacional
Fue internacional con la selección de fútbol de Brasil en 4 ocasiones y convirtió 2 goles. Formó parte de la selección que obtuvo el tercer lugar en la Copa del Mundo de 1938, pese a no haber jugado ningún partido durante el torneo.

### Participaciones en Copas del Mundo
| Mundial                        | Sede    | Resultado    | Partidos | Goles |
| ------------------------------ | ------- | ------------ | -------- | ----- |
| Copa Mundial de Fútbol de 1938 | Francia | Tercer lugar | 0        | 0     |

### Participaciones en Copas América
| Copa                         | Sede      | Resultado  |
| ---------------------------- | --------- | ---------- |
| Campeonato Sudamericano 1937 | Argentina | Subcampeón |

## Clubes

### Como jugador
| Club               | País   | Año       |
| ------------------ | ------ | --------- |
| Palestra Itália-MG | Brasil | 1929-1933 |
| Lazio              | Italia | 1934-1936 |
| Palestra Itália-SP | Brasil | 1936      |
| Vasco da Gama      | Brasil | 1937-1938 |
| Cruzeiro           | Brasil | 1939-1947 |

### Como entrenador
| Club     | País   | wAño      |
| -------- | ------ | --------- |
| Cruzeiro | Brasil | 1948-1949 |
| Santos   | Brasil | 1950-1951 |
| Cruzeiro | Brasil | 1953-1955 |
| Cruzeiro | Brasil | 1959-1961 |
| Cruzeiro | Brasil | 1962-1963 |

## Palmarés

### Como jugador

#### Campeonatos regionales
| Título                    | Club               | Estado       | Año  |
| ------------------------- | ------------------ | ------------ | ---- |
| Campeonato Mineiro        | Palestra Itália-MG | Minas Gerais | 1929 |
| Campeonato Mineiro        | Palestra Itália-MG | Minas Gerais | 1930 |
| Campeonato Paulista (LPF) | Palestra Itália-SP | San Pablo    | 1936 |
| Campeonato Mineiro        | Palestra Itália-MG | Minas Gerais | 1940 |
| Campeonato Mineiro        | Cruzeiro           | Minas Gerais | 1943 |
| Campeonato Mineiro        | Cruzeiro           | Minas Gerais | 1944 |
| Campeonato Mineiro        | Cruzeiro           | Minas Gerais | 1945 |

#### Distinciones individuales
| Distinción                             | Año  |
| -------------------------------------- | ---- |
| Futbolista del año en el Vasco da Gama | 1938 |

### Como entrenador

#### Campeonatos regionales
| Título             | Club     | Estado       | Año  |
| ------------------ | -------- | ------------ | ---- |
| Campeonato Mineiro | Cruzeiro | Minas Gerais | 1959 |
| Campeonato Mineiro | Cruzeiro | Minas Gerais | 1960 |
| Campeonato Mineiro | Cruzeiro | Minas Gerais | 1961 |